# 69式坦克
69式坦克（全称1969年式中型坦克，工厂产品代号：WZ121）是中华人民共和国於1960年代在59式坦克基礎上改進設計的中型坦克，自1965年开始研發，直至1974年研製成功，也是該國第一型自主研製的國產主战坦克。
在研發過程中，69式坦克衍生出眾多特別型號，包括常見的「改進型」69-II、79式坦克（即69-III），79式坦克於1984年被正式和批量裝備中国人民解放军陆军部隊。

## 歷史
1960年代初中蘇交惡後，蘇聯撤回在中國大陸武器工廠的所有技術人員，失去技术支持對基礎薄弱的中國坦克工業造成強大制約，導致中國主戰坦克的研製進度於往後20年間呈現發展緩慢的狀態。
1963年，中国人民解放军总参谋部第60研究所开始进行新型坦克的战技术指标论证方案，由「國營617廠」（内蒙古第一机械集团前身）接手研製59式坦克的改進項目，进行新坦克总体设计方案论证，是為「69式坦克計劃」。
1965年，五机部正式确定新型坦克战技性能及总体设计方案，并下达了研制任务，工厂产品代号为“WZ121”。1966年，617厂试制出首台样车。1966年“文化大革命”运动爆发，受到所造成混乱的波及导致新坦克研制工作进展缓慢。
1969年在珍宝岛事件中，解放軍繳獲一輛被反坦克地雷擊斷履帶的蘇製T-62主戰坦克；經617厂进行测绘後，掌握的相关技术对1966年试制出的“WZ121”样车进行了部分改进，部份零部件如「月神式紅外線探照燈系統」（L-4 "Luna" IR searchlight system）等被仿制並加入69式的設計中。1970年试制出了3辆新样车。经试验整车战技术指标基本达到要求。当时尚未设计定型的情况下，急于下令投产，因设计、工艺、装配中存在不少问题被迫中止。

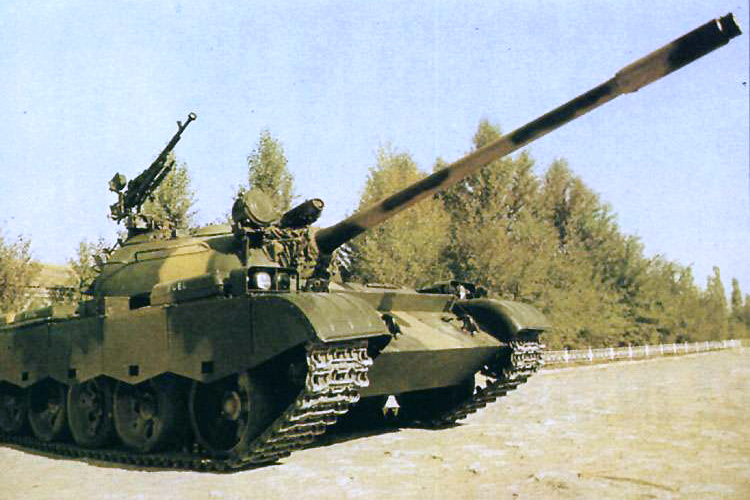
69-II式

1971年开始重新修改设计，1974年3月26日，「國務院、中央軍委軍工產品定型工作領導小組」批准设计定型，并命名为“1969年式中型坦克”，简称69式坦克。
69式坦克比59式坦克性能有所提高，由于在技术水平已落后的原因，在初期，69式坦克只进行小批量生產，而且基本被作為訓練和後備用途。到了1981年为外贸而改进的“69-II”投產和隔年定型後，69式有超過3500辆被出口至世界各地，成為1980年代中國大陸出口數量最大的軍用裝甲車辆。
1980年代中後期，中國大陸與西方國家關係轉好，獲得歐美国家同意和傳授部份相應軍事技術來改進其武器系統。69式加入了英國皇家兵工廠许可从奥地利引进仿製的L7型105毫米口径坦克炮、原義大利（現英國）的阿勒尼亞·馬可尼火控系統。
1981年，“WZ121D/69-III”初样车改装成功；1983年，首批2台“WZ121D/69-III”正样车生产成功；1984年进行首批量产。1986年初批准设计定型，并命名为“1979年式中型坦克”，简称79式坦克。
2010年代，中國人民解放軍陆军只保留數百辆69式及79式服役，大部份用做訓練及後備用途，69式/79式被新型的96式及99式坦克所取代。

## 技术

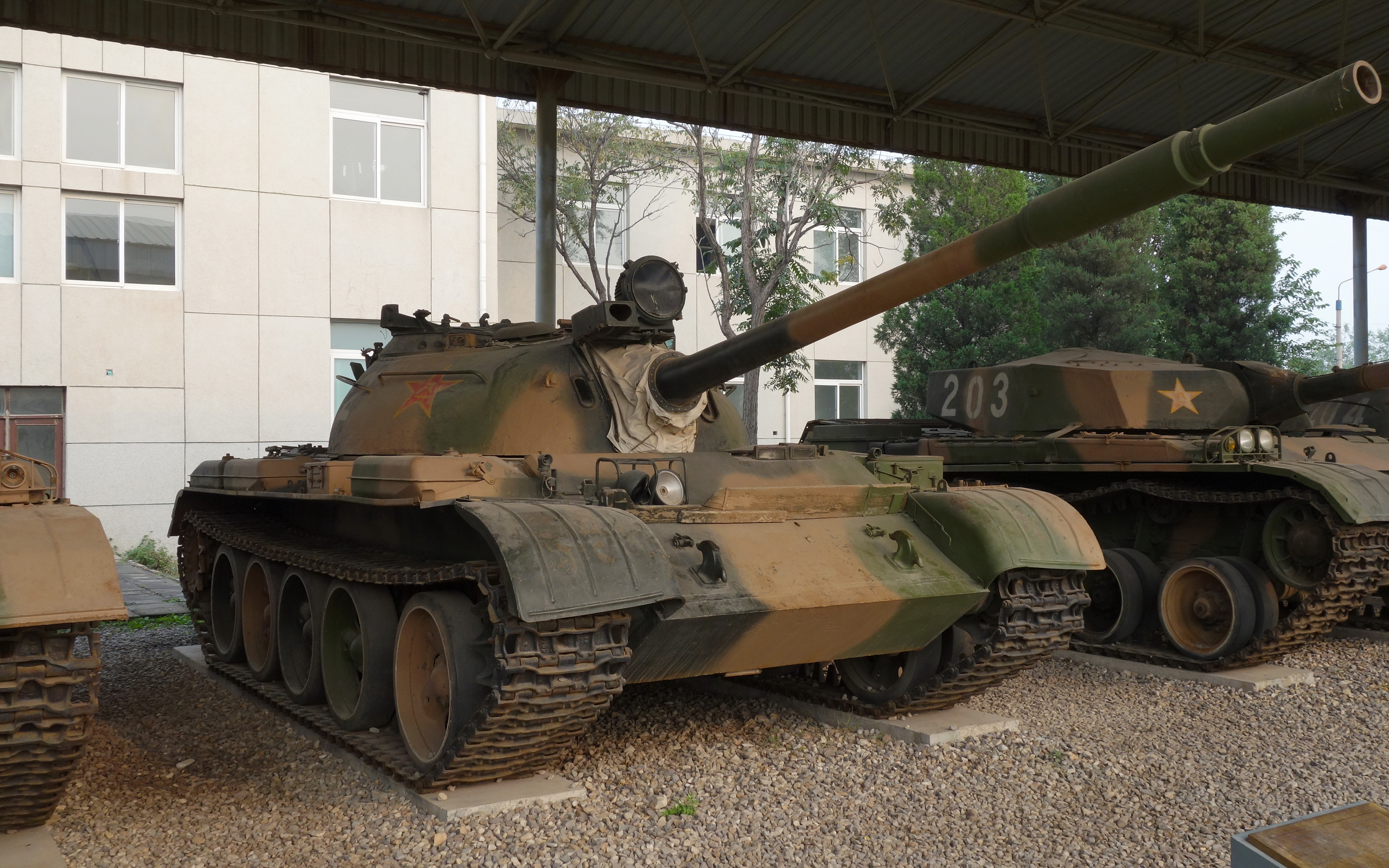
保存在坦克博物馆的采用100毫米口径滑膛炮的69式坦克

与59式坦克相比，69式坦克车体总体布置没有变化，战斗全重增大到36.5吨，采用12150L-7系列V型12缸水冷柴油发动机，额定功率达到580马力，并对传动、转向机构进行了改进和密封。69式坦克并不像其他许多现代坦克一样通过发射烟雾弹来达到自我保护的目的，它使用了一种靠发动机内部烟气生成系统。
69式坦克裝有改進雙軸穩定的新设计的身管54.5倍径100毫米口径滑膛坦克炮，炮身全长5.705米，身管中段偏前处装有抽气装置。 用以发射长杆式脱壳穿甲弹。弹药基数为44发，其中包括13发尾翼稳定脱壳穿甲弹、13发破甲弹和18发榴弹。火炮装有双向稳定器，其中高低向液压式控制和驱动，水平向电力机械式控制和驱动，並裝有彈道計算机。在炮塔防盾上方安装激光测距仪，炮塔上装有主动紅外線探照灯装置和夜视夜瞄装置。69式坦克为安装双向稳定器和方向机，炮塔座圈尺寸进行了调整。
69式坦克在火力、防护、机动性能上比59式都有所提高，但69式的100毫米口径滑膛炮并不很成功，部分关键部件技术不过关，解放軍部队對69式並不滿意， 技术已经落后于世界水平，定型后也沒有大批量生产。值得注意的是，后来69式又改回100毫米口径线膛炮。

## 型号

### 69式
以59式中型坦克为原型改进研制，裝有100毫米口径滑膛坦克炮、580马力柴油机、激光测距仪和紅外線探索燈。在69式坦克（初型）定型投产后，使用部队在对装备的100辆69式使用后发现问题很多，導致初始100輛被全數退回。

### 69-I
工厂產品代号“WZG121”，主要是针对装备部队的69式坦克进行换炮为主的改装。在初期包括「WZG121」方案（樣車/100毫米线膛炮）和「WZGA121」方案（計劃/105毫米线膛炮）。1984年底下达改装技术要求，1985年底改装出两辆样车，1988年底完成定型试验。主要改进是用59式坦克的100毫米线膛炮代替原有的100毫米滑膛炮，身管上增装了热护套；加装光点注入式简易火控系统，加装了自动灭火抑爆系统、热烟幕系统、炮塔栅栏式屏蔽、车体侧裙板；改进坦克通讯器材。
由于更好的79式坦克和88式坦克已经定型，69-I的改进反而没有多大意义了。

### 69-II

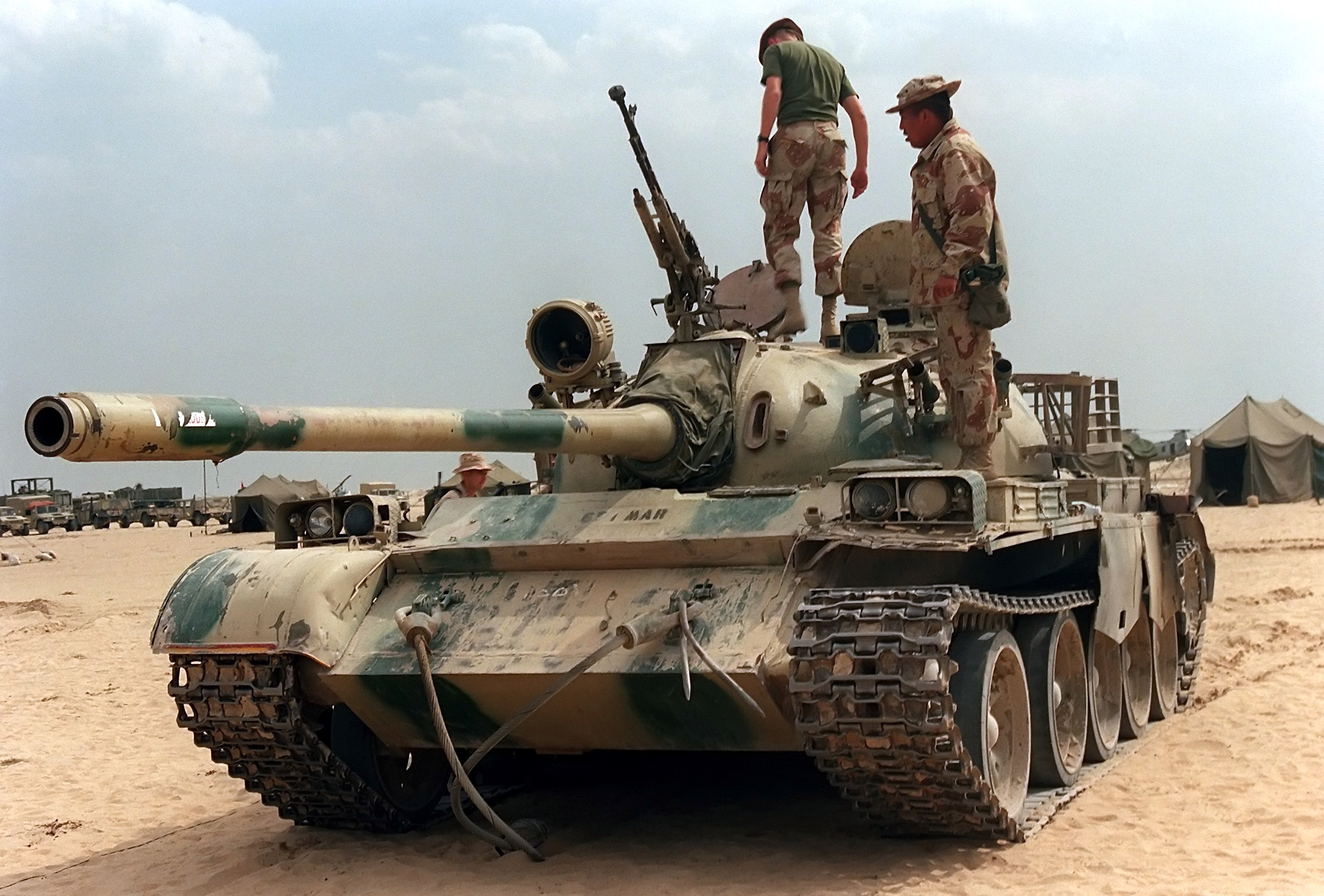
被擄獲的伊拉克69-II

69式坦克专门为外贸出口而改进的型号，工厂产品代号“BW121”，在1980年代初签订了69-II的出口订单。617厂于1981年在69式坦克基础上完成设计并在当年投产，1982年通过鉴定。移植研制中的中国国产二代坦克的一些已经成熟的技术。战斗全重36.7吨。首個生產版本於1982年交付。
与69式坦克比较，其改進包括：
- 100毫米口径線膛坦克炮，前端装有抽气装置，弹药基数为44发。
- 自动装表式简易火控系统，包括TSFC雙軸主炮穩定系統、70式砲手瞄準器、TLRLA激光测距仪、BCLA弹道计算机四部分组成
- 新型电台和车内通话器
- 发动机改为12150L7BW型柴油机（额定功率仍为580马力）。
- 改进传动系以及操纵系，设有液压助力装置
- 增设橡膠侧裙板
- 增装热烟幕装置
- 增设自动灭火抑爆系统

69-II式因为定价远比欧美和苏联坦克低，在国际军火市场很受欢迎，被大批量出口到伊拉克。包括巴基斯坦特許生產的，出口巴基斯坦的69-II坦克称为69-IIAP。

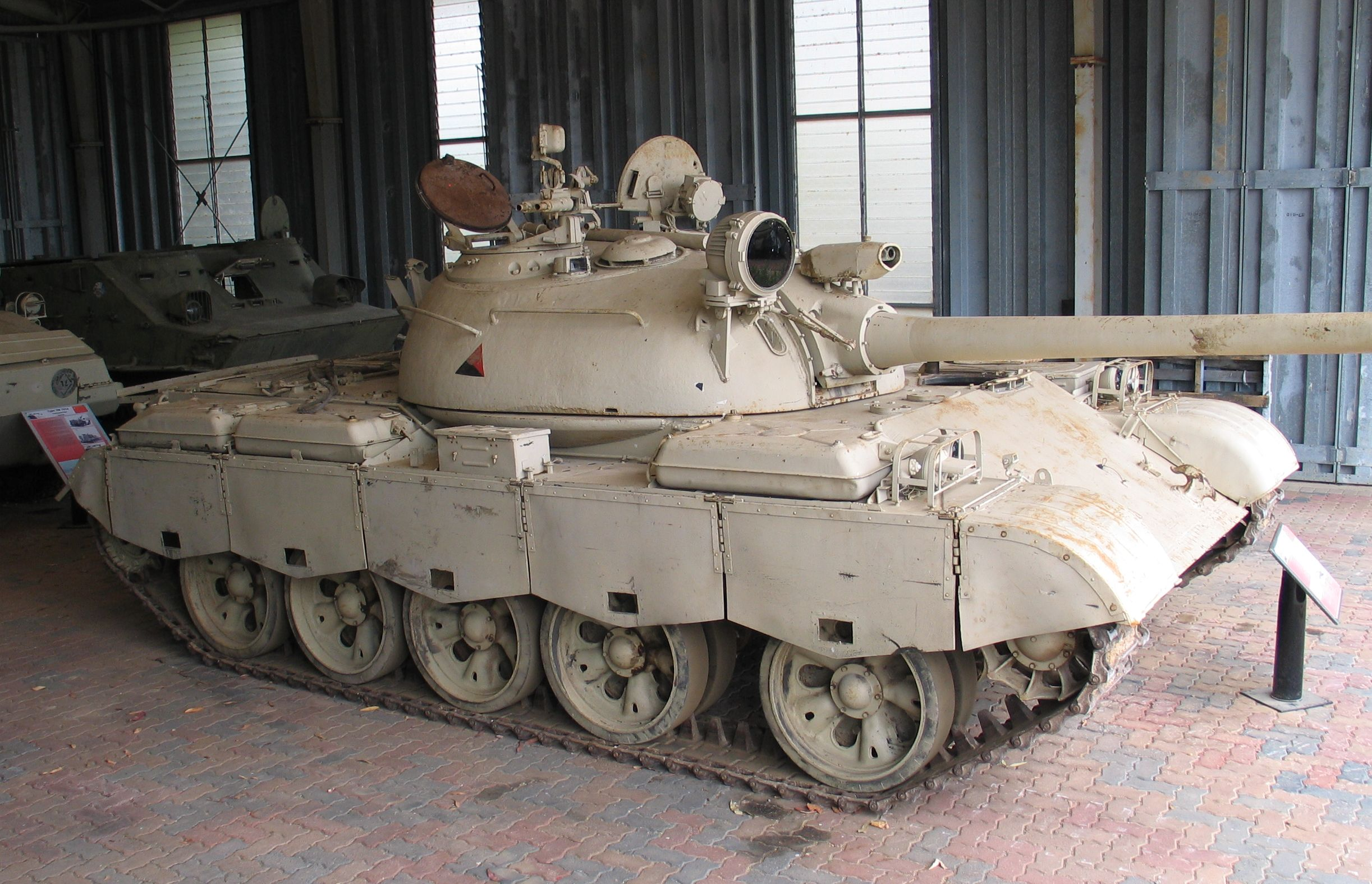
69-IIB

### 69-IIA
工厂产品代号“BW121A”，是在69-II坦克的基础上于1981年~1982年改进而来的，主要为增设“核、生、化”三防系统；炮塔两侧和后部加装了栅栏式屏蔽，以及煙霧彈發射器。

### 69-IIB/C
工厂产品代号“BW121B/C”，為69-IIA式配套使用的指挥型坦克，主要改进是加装通信器材及辅助发电机组，砲塔頂部裝有杆状無線電天線，砲塔後部加裝兩個儲物架，內藏線卷及戰場電話。69-ⅡC式指挥坦克在69-ⅡB式指挥坦克基础上改换通信电台，69-ⅡC1式指挥坦克在69-ⅡC式基础上改进共用宽带天线。

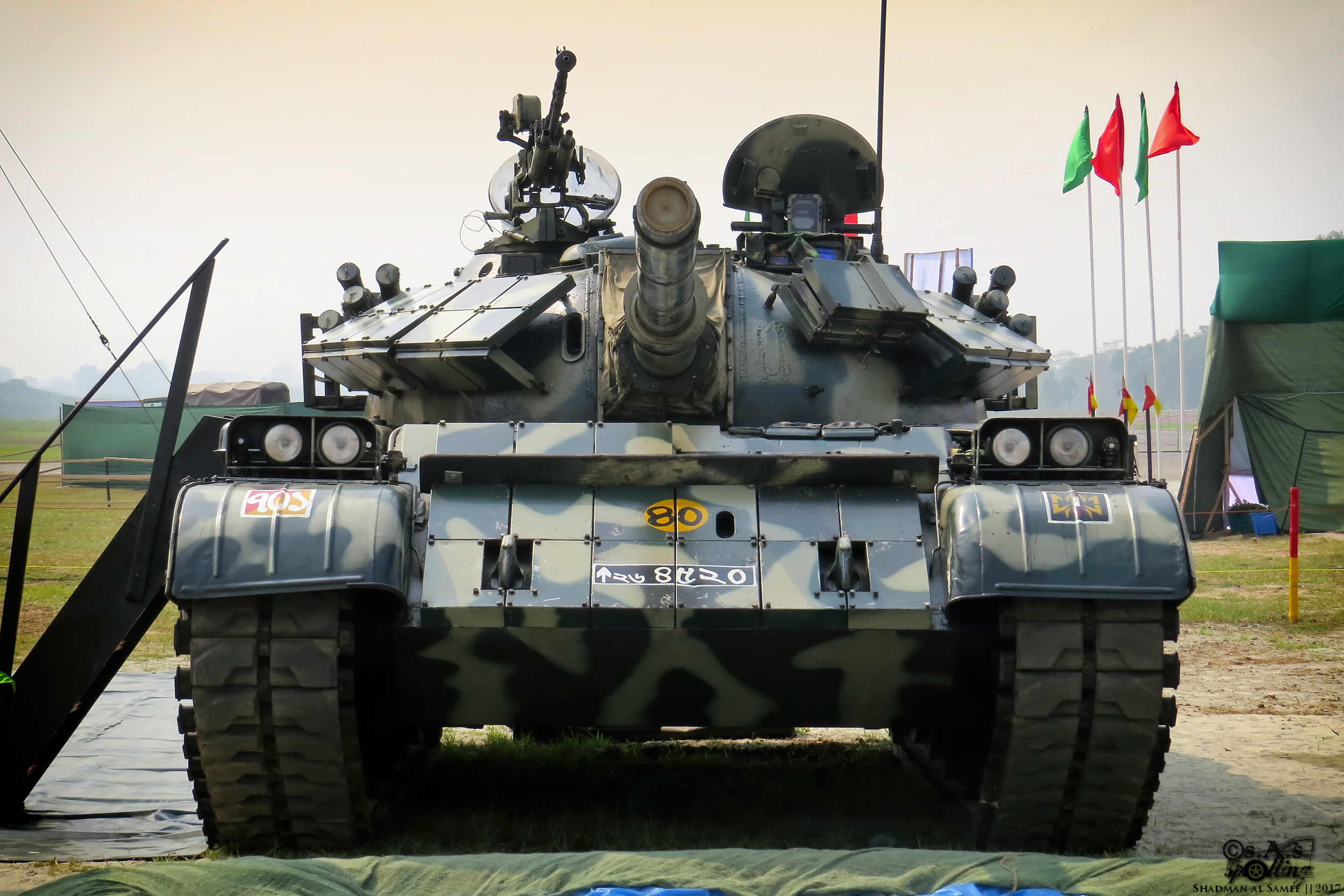
69-IIM (G)

### 69-IIM
工厂产品代号“WZ121H”，在69－IIA坦克的基础上改进而来，1988年开始研制，1989年通过鉴定并投产，换装带有热护套的105毫米线膛炮，采用的激光测距和瞄准合一的瞄准镜，在车体首上甲板、炮塔正面和两侧裙板前部有附加装甲。

### 69-IIMP
工厂产品代号“BW121J”，在69-IIM坦克基础上改进用于外贸出口，1989年开始研制，于1990年通过鉴定投产，其最大改进为将主动红外夜视器材换为被动微光夜视观瞄装置，改为双向装表简易火控系统。

### 69-IIMA
工厂产品代号“WZ121K”，在69-IIM坦克基础上改进用于外贸出口，于1992年通过鉴定投产，主要为用双向装表火控系统取代自动装表火控系统。

### 69-IIMB
工厂产品代号“WZ121KZ”，為69-IIMA式配套使用的指挥型坦克，加装了1部电台及辅助发电机组。

### 79式（69-III）
在研制期称为69-III式（工厂代号：WZ121D）是在59-II式、69-IIA式基础上，加入从英国許可引进的代号“三七工程”的技术项目的改進版本。1981年改装成功初样车，1983年生产2台正式样车，并通过了随后的性能试验，证明其完成了战斗技术指标，1984年进行首批生产。1984年10月1日，“69-III”在庆祝中华人民共和国成立35周年阅兵式中首次公开露面。1986年1月，國務院、中央軍委常規軍工產品定型工作委員會正式命名为1979年式中型坦克，简称79式坦克。总产量约三百辆左右。

79式坦克应用了国外3项新技术，以及国内42项新技术，其主要改進包括：
- 中國大陸第一種裝有挂胶履帶的坦克，可拆式橡膠履帶護套
- 中國大陸第一種裝有在NBC生化警報啟動時自動閉合艙門的坦克，带滤毒罐和增压风扇的超压集体三防系统
- 105毫米口径线膛坦克炮（自奥地利许可引进的英国皇家兵工廠L7型线膛炮），身管带热护套，炮口有校炮镜。配钨合金尾翼稳定脱壳穿甲弹、破甲弹和碎甲弹。
- 英國馬可尼（Marconi）带激光測距儀、数字式弹道计算机的TSFCS型简易火控系统，昼间或夜间短停可运动目标精确瞄准射击，在1000米距离上的首发命中率达80%以上。
- 第二代被動式微光夜视系統，取代了69式坦克的主动红外夜视器材，包括炮长用微光夜视瞄准镜、车长用微光夜视观察镜、驾驶员用微光夜视仪。
- 12150L-7BW型水冷12缸V型柴油机，额定功率580马力。
- 传动装置为液压助力操纵装置。
- 自动灭火抑爆装置：10毫秒内探测出火源，并能在60毫秒内扑灭火点
- 利用向发动机排气管中喷射柴油形成热烟幕
- 车体两侧装有橡胶屏蔽裙板，裙板上有乘员登车的踏孔

#### 79-II
79-II坦克用于外贸出口，1983年开始研制，1984年生产出一台样车。但没有列装纪录。 

79-II式坦克在79式坦克基础上又做了4项改动：
- 火控系统改成了自动简易装表火控
- 炮控系统电液复合式双向稳定器
- 炮塔前部两侧焊装了烟幕弹发射器支架
- 炮塔周围加装了栅栏式屏蔽[15]

### 653坦克抢救车

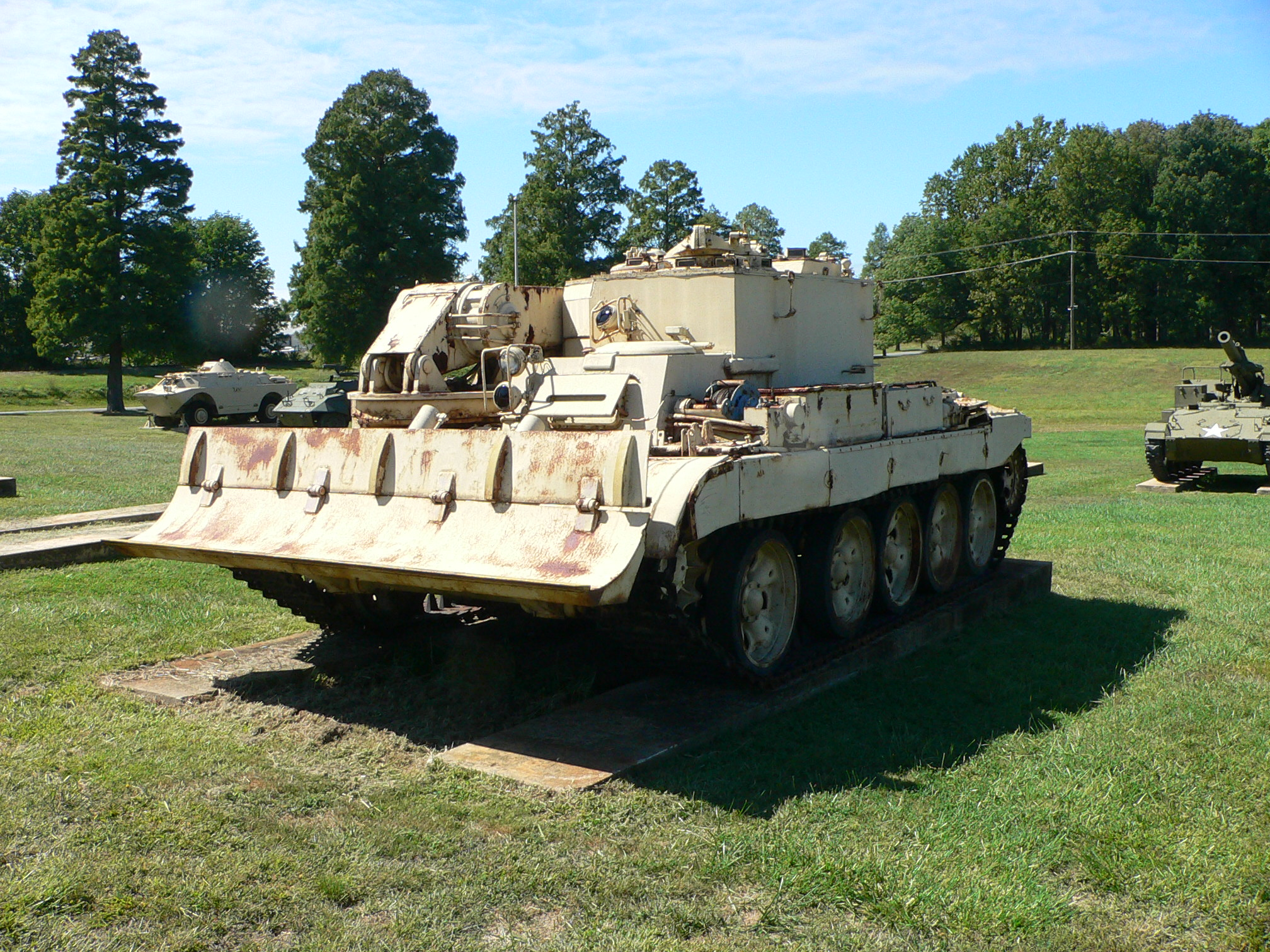
69-II底盤改裝的653坦克抢救车

工厂产品代号“WZ653”，采用69-II式坦克底盘的变型车，去掉炮塔，安装纹盘、起吊装置，推土装置，牵引装置，主要用于野外条件下对失去自行能力的坦克施救后送。战斗全重38吨，车体上部安装液压吊臂起吊重量为10吨。1981年研制任务转交哈尔滨674厂，1982年投产，1983年通过鉴定。
在653坦克抢救车基础上用79式(即69-III式)坦克底盘的改进型（工厂产品代号“WZ653A”）命名为“84式中型坦克抢救牵引车”，1984年批准设计定型，是中国第二代坦克抢救牵引车。

### 84式坦克架橋車
工厂产品代号为“WZ621”，1981年定型。由桥梁、架设机构在架桥时将两个半桥箱式结构通过连桥机连成一个整桥。保障坦克和机械化部队通过壕沟、岸壁、沟渠、弹坑和较窄的河流。

## 使用狀況

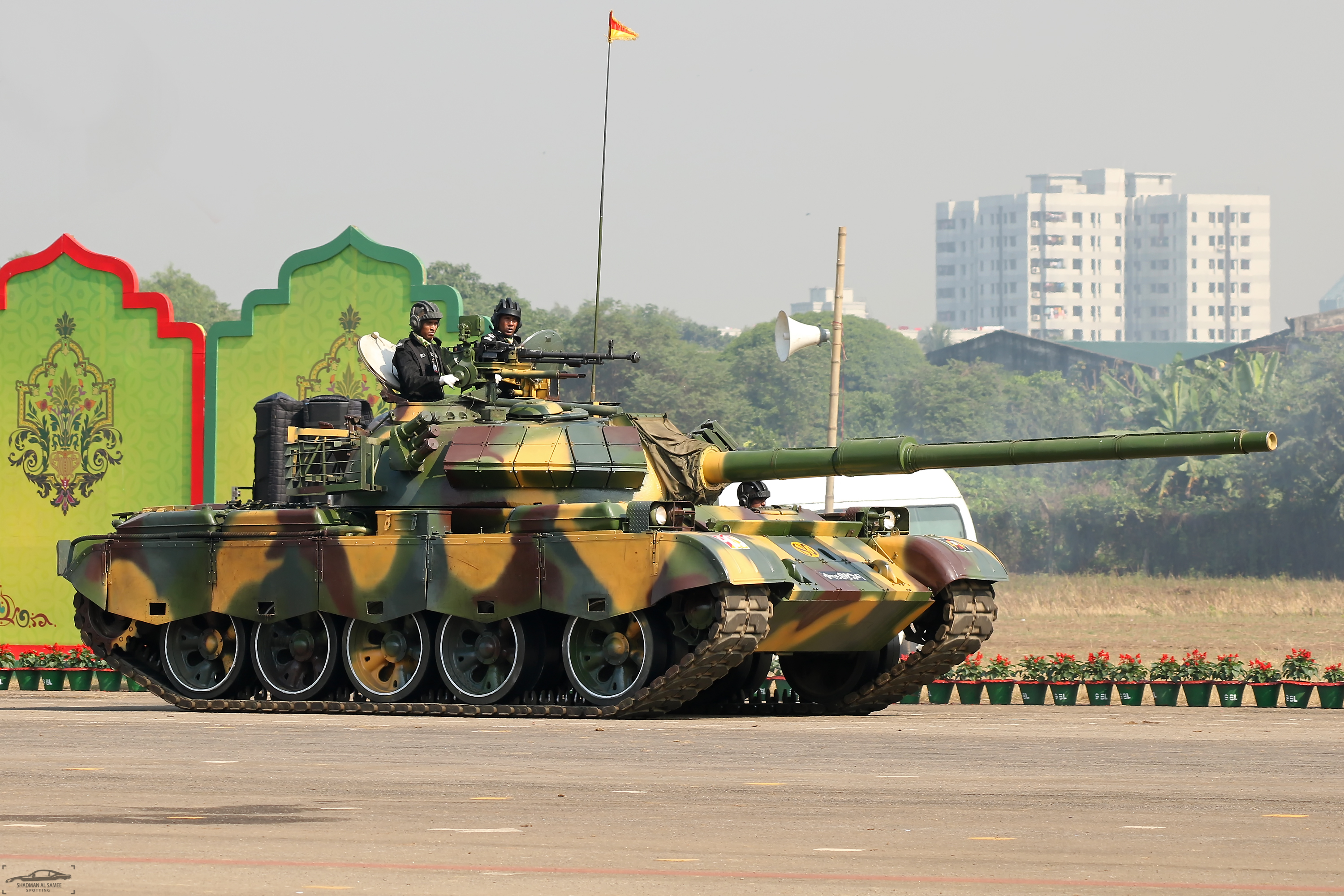
孟加拉国69式坦克

### 使用國
- 中华人民共和国 - 初期量產154辆69式用作訓練和科研。[17] 约282輛79式坦克装备坦克第8师。[18]
- - 250 辆
- 伊朗 - 200 辆
- 緬甸 - 80 辆
- 巴基斯坦 - 400 辆
- 斯里蘭卡 - 不詳
- 辛巴威 - 10 辆
- 苏丹 -100輛 69-I，100輛79式
- 朝鮮民主主義人民共和國 - 不詳
- - 69-IIG，數量不詳
- 伊拉克 - 2210辆 69-II系列坦克 (多數在战争中已毀) 和286辆653坦克抢救牵引车
- 泰國 - 1987年采购53辆69-II和5辆653坦克抢救车 (2010年25辆退役用做建造人工鱼礁) [19]

### 伊拉克與實戰結果

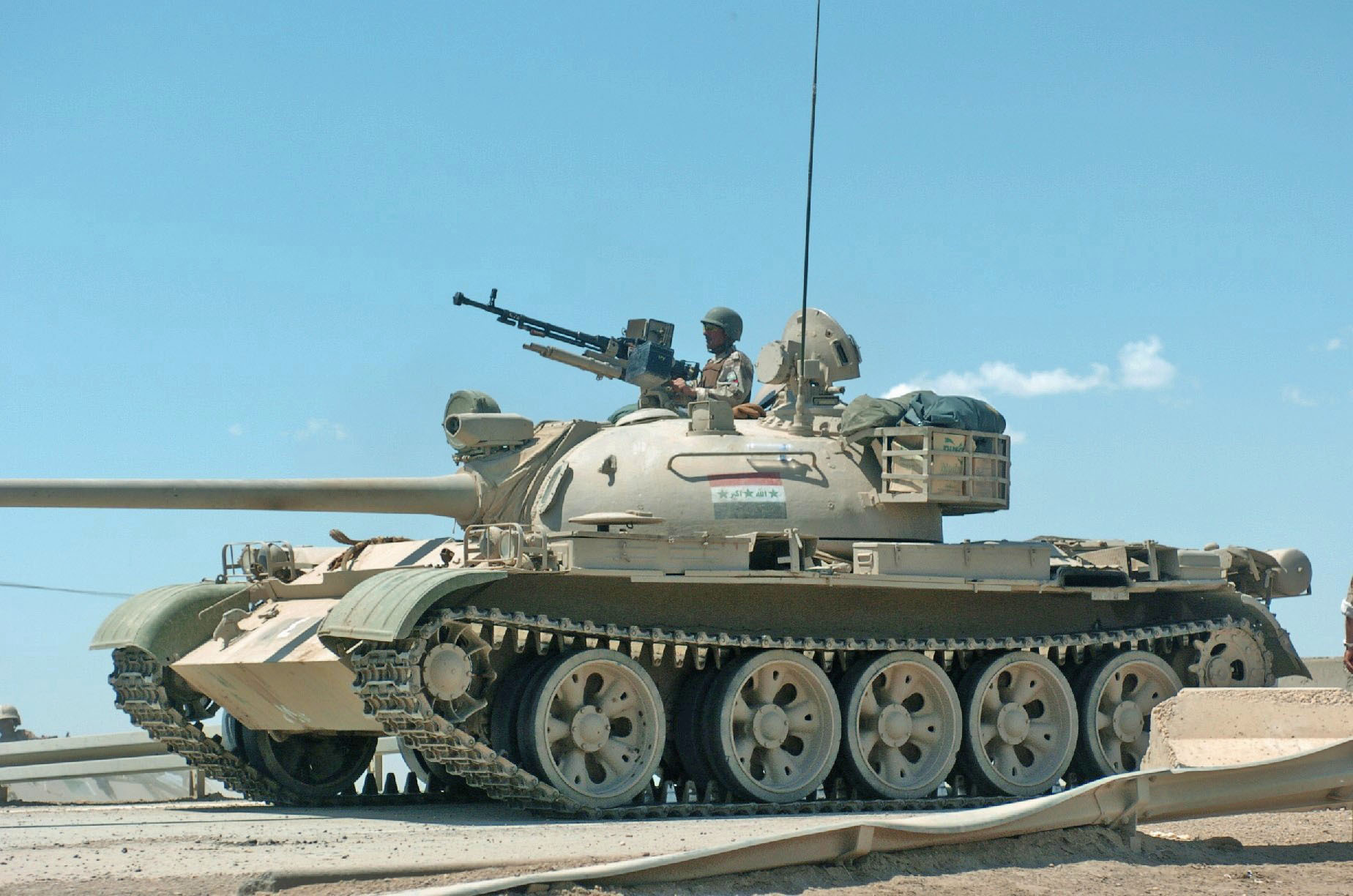
伊拉克69-II坦克

伊拉克是世界上裝備69式坦克数量最多的國家。1981年5月，中國五机部的外贸公司——北方公司签订合同，向伊拉克 出口2860辆 69-II中型坦克和 286辆抢救牵引车，三年时间完成。合同签订后当年要完成出口100辆坦克。这些出口坦克中包括 69-II 坦克、69-IIA 坦克以及 69-IIB、69-IIC、69-IIC1指挥坦克 等多种应伊拉克要求不断改进的型号。69-II坦克必须在极短时间内完成20多项重大技术改进：换装了100毫米线膛炮，火控换成了自动装表简易火控系统，此外三防装置、车体屏蔽、行星传动、转向机、离合器、冷却系统、方向机、红外夜瞄夜视等等，都有不同程度的改进，坦克的综合性能有了较大提高。
海灣戰爭中損失高達七成。1991年海灣戰爭時的69式坦克裝有105毫米主砲、自動裝彈機的125毫米主砲或是改裝160毫米迫擊砲成為自走炮，常規款式全數車頭裝有傾斜複合裝甲，称为69式Q-M。
在2003年伊拉克戰爭，伊拉克正規軍裝備69式Q-M用於保衛東南部城市納西里耶。

伊拉克69式Q-M衍生型：
- 69式Q-M（標準型）-（1986年－1988年）裝有100毫米線膛砲、車頭傾斜複合裝甲、天線、部分裝有160毫米迫擊砲。
- 69式Q-M1-（1984年－1988年）裝有北約標準105毫米線膛砲、激光測距儀。
- 69式Q-M2-（1986年－1991年）裝有華約標準125毫米滑膛砲、自動裝彈機、激光測距儀。

## 外部連結
- （英文）-69式／79式坦克（页面存档备份，存于）

| 中华人民共和国坦克系列                                                                   | 中华人民共和国坦克系列 |
| ---------------------------------------------------------------------------------------- | ---------------------- |
| 59式、62式 、63式 \| 69式、79式 \| 80式、85式、ZTZ-88 \| 90-II式、ZTZ-96、ZTZ-99、ZTQ-15 |                        |